# Монтгомъри (окръг, Пенсилвания)
Вижте пояснителната страница за други населени места с името Монтгомъри.
Окръг Монтгомъри (на английски: Montgomery County) е окръг в щата Пенсилвания, Съединени американски щати. Площта му е 1261 km², а населението - 826 075 души (2017). Административен център е град Нористаун.